# Hélie de Bourdeilles
Hélie de Bourdeilles, O.F.M. Obs. (em francês:  Hélie de Bourdeilles; em latim eclesiástico: Helias Burdellis; Agonac, cerca de 1413 – Artannes-sur-Indre, 5 de julho de 1484), foi um cardeal francês da Igreja Católica, que foi arcebispo de Tours e é considerado beato.

## Biografia
Era o quinto filho do sénéschal real de Périgord, Arnaud de Bourdeille e sua esposa, Jeanne de Chamberlhac, entrou para a Ordem dos Frades Menores Observantes (Franciscanos) em Périgueux, província franciscana da Aquitânia, em 1423. Estudou no studium franciscano de Périgueux (teologia) e na Universidade de Toulouse, onde obteve o doutorado em teologia.
Recebeu a ordenação presbiteral provavelmente quando tinha vinte e um ou vinte e dois anos de idade, mas nenhuma outra informação é encontrada. Professor de teologia no convento franciscano de Mirepoix e mais tarde, no convento de Limoges, além do que ministrou em Pamiers, Carcassonne, Montréal, Castelnaudary e Toulouse. Apesar de sua oposição, mas a pedido do Papa Eugênio IV e dos desejos do capítulo da catedral, ele foi elevado ao episcopado aos 24 anos.
Assim, foi eleito bispo de Périgueux em 18 de novembro de 1437, com dispensa por ainda não ter atingido a idade canônica. Visitou o papa e participou dos Concílios de Ferrara e Florença. Recebeu a ordenação episcopal do cardeal Niccolò Albergati, O. Cart., bispo de Bolonha e futuro beato, no dia da Páscoa de 1438 e fez a entrada solene em 3 de agosto de 1447.
Ele foi preso por algum tempo pelos ingleses e foi libertado graças ao arcebispo de Bordeaux,  participou com o arcebispo da assembleia dos États Généreaux celebrada em Bourges em 1452 ele protestou contra a Pragmática Sanção de 7 de julho de 1438, que limitava a autoridade do papa sobre a igreja dentro da França. Convidado pelo rei Carlos VII de França a integrar uma comissão encarregada de estudar o processo de reabilitação de Joana d'Arc, apresentou em 1453 ou 1454 a sua Considération sur la Pucelle de France, um apelo para sua canonização.
Participou da assembleia dos États Généreaux celebrada em Tours em 1468 e sua participação foi muito apreciada. Neste ano, em 16 de maio, foi promovido à Arquidiocese de Tours, tomando posse no dia 23 de dezembro seguinte. Em 1468, ele levantou sua voz em favor do cardeal Jean Balue, que tinha foi aprisionado pelo rei da França. Tornou-se conselheiro e confessor do rei Luís XI de França.
Foi criado cardeal pelo Papa Sisto IV no Consistório em 15 de novembro de 1483, recebendo o título de cardeal-presbítero de Santa Lucia em Silice pro illa vice. Recebeu o chapéu vermelho mas por conta de sua humildade, nunca o utilizou.
Continuou, durante seu episcopado, a praticar a pobreza religiosa e era amigo íntimo de São Francisco de Paula.
Foi autor de vários tratados sobre a autoridade do papa e a concordata sobre os benefícios eclesiásticos na França, entre outros assuntos, expressos nas obras Pro Pragmaticæ Sanctionis Abrogatione (1486) e Libellus in Pragmaticam Sanctionem Gallorum (1484). Fundou o Collège de Saint-Astier, perto de Périgueaux.
Morreu em 5 de julho de 1484, depois de ter recebido os Santos Sacramentos, em Artannes, perto de Tours, em "odor de santidade". Seu corpo estava vestido com o hábito franciscano e os ornamentos episcopais, e levado para a igreja paroquial de Artannes, onde foi cantado o ofício solene para os mortos; em seguida, foi levado para a igreja de Saint-Saveur, na fronteira com Cher, durante a noite; no dia seguinte foi levado para Tours, através do portão de Saint-Simple, e enterrado à direita do altar-mor do catedral metropolitana de Saint-Gatien, após um funeral solene celebrado na mesma igreja.
Depois que milagres teriam ocorrido em seu túmulo, a diocese de Périgueaux abriu o processo de canonização, mas ele não foi canonizado. Ele está listado entre os beatos no martirológio franciscano e sua festa é no dia 5 de julho.